# Kîselîha, Șîșakî
Kîselîha (în ucraineană Киселиха) este un sat în comuna Jorjivka din raionul Șîșakî, regiunea Poltava, Ucraina.

## Demografie
Componența lingvistică a localității Kîselîha
     Ucraineană (96,55%)
     Română (3,45%)
Conform recensământului din 2001, majoritatea populației localității Kîselîha era vorbitoare de ucraineană (96,55%), existând în minoritate și vorbitori de română (3,45%).